# 인디포스트
인디포스트 (Indiepost)는 대한민국의 웹진으로, 음악, 영화 등과 같은 문화에 관한 기사, 칼럼, 인터뷰 등을 다루고 있다. 인디포스트는 SK 텔레콤의 영상 산업을 주도했던 안병태, 모바일 서비스 전문가 심우철, 인디 문화 전문 에디터 이사민 등이 기획했으며, 2015년 인디포스트앤미디어를 설립한 것이 시초이다. 인디포스트는 "문화적 가치를 가지고 있는 것들을 큐레이션한다"를 모토로 하고 있다고 이야기 한 바 있다.